# Saorge
Saorge är en kommun i departementet Alpes-Maritimes i regionen Provence-Alpes-Côte d'Azur i sydöstra Frankrike. Kommunen ligger  i kantonen Breil-sur-Roya som ligger i arrondissementet Nice. År 2022 hade Saorge 432 invånare.

## Befolkningsutveckling
Antalet invånare i kommunen Saorge
Referens: INSEE

## Galleri

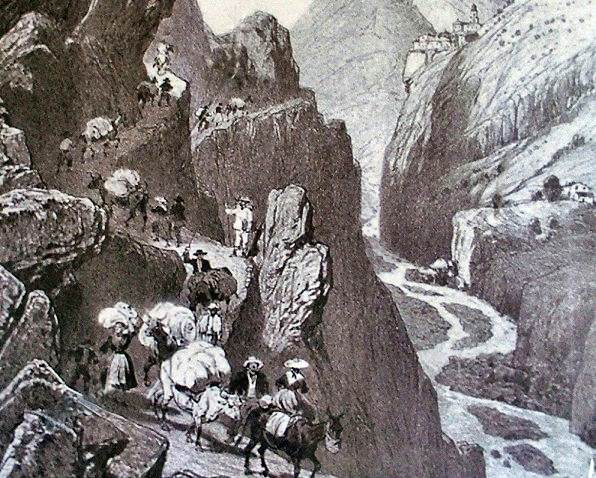
Den gamla vägen
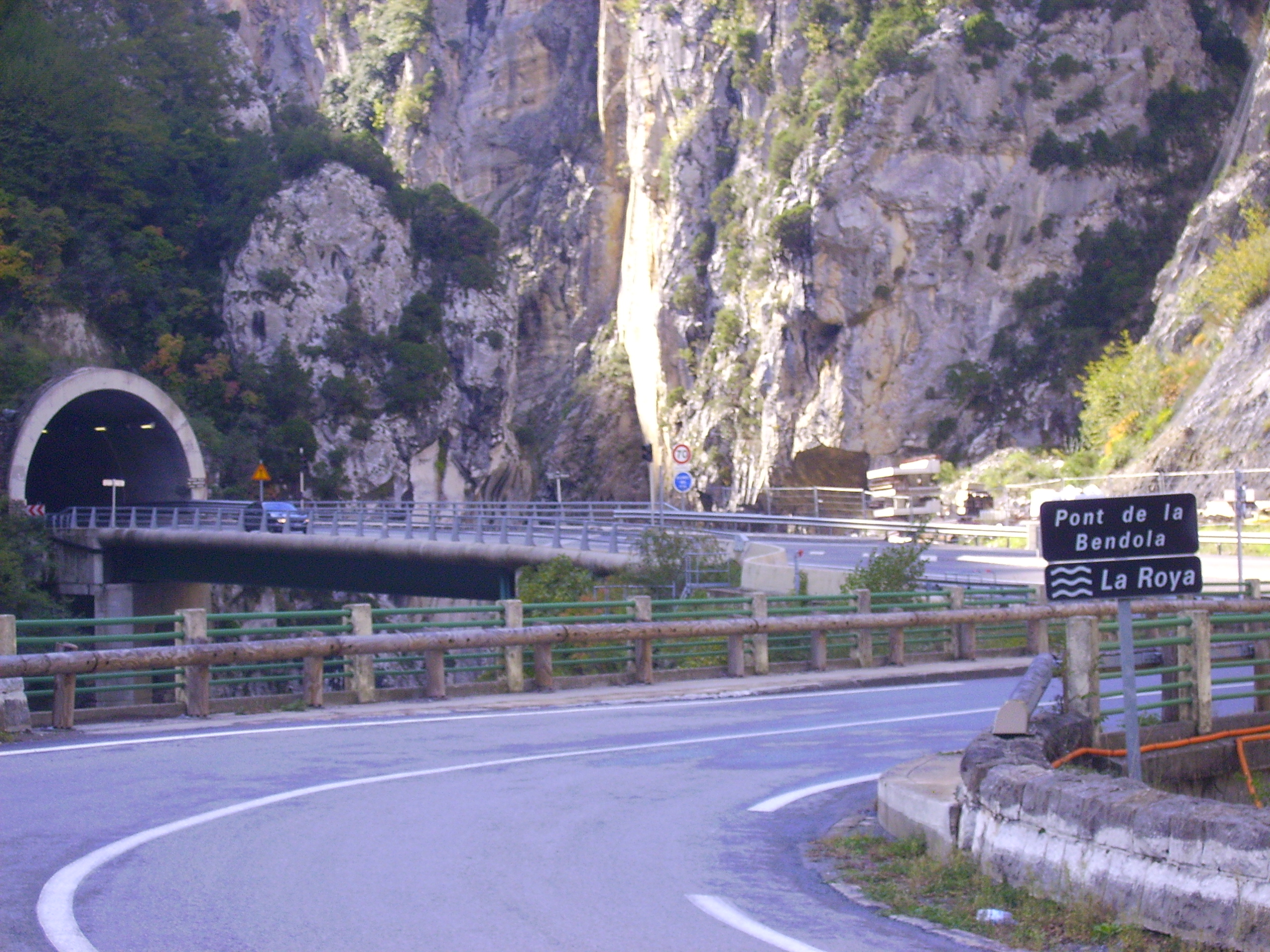
Den nya vägen